# Amdy Faye
Amdy Moustapha Faye (ibland felaktigt stavat Amady Faye), född 12 mars 1977 i Dakar, är en senegalesisk före detta fotbollsspelare (defensiv mittfältare), spelade i Leeds United i Football League Championship under säsongen 2010/11 men lämnade som free agent i januari 2011. Han har tidigare spelat för bland annat AJ Auxerre, Portsmouth FC, Newcastle United, Charlton Athletic, Rangers och Stoke City.